# GRB 080913
GRB 080913 е гама експлозия (GRB) регистрирана на 13 септември 2008 г. посредсвом космическия апарат Swift. Допълнителни наблюдения са извършени от наземни обсерватории, включително GROND и групата големи телескопи в пустинята Атакама, Чили. При разстояние от 12,8 милиарда светлинни години и червено отместване 6,7, гама експлозията се оказва най-далечната, наблюдавана до регистрирането на GRB 090423, на 23 април 2009 г. Тази експлозия на супернова е станала само 825 милиона години след Големия взрив.